# Macrobiotus insignis
Macrobiotus insignis är en djurart som tillhör fylumet trögkrypare, och som beskrevs av Bartos 1963. Macrobiotus insignis ingår i släktet Macrobiotus och familjen Macrobiotidae. Inga underarter finns listade i Catalogue of Life.